# Phyllachora malloti
Phyllachora malloti är en svampart som beskrevs av T.S. Ramakr. 1957. Phyllachora malloti ingår i släktet Phyllachora och familjen Phyllachoraceae.   Inga underarter finns listade i Catalogue of Life.